# Zastava Saveznih Država Mikronezije
Zastava Saveznih Država Mikronezije je usvojena 10. studenog 1979., prigodom proglašenja neovisnosti ove države. 
Zastava se sasoji od plavog polja koje predstavlja Tihi ocean i četiri bijele zvijezde koje predstavljaju četiri otočne skupine koje čine Savez: Chuuk, Pohnpei, Kosrae i Yap. 
Savezne Države Mikronezije su bili dio Starateljskih područja Pacifičkih Otoka (Trust Territory of the Pacific Islands, TTPI) kojim su vladale Sjedinjene Američke Države od 1965. do 1978. godine. Od osamostaljivanja ima zastavu sličnu zastavi TTPI-a, samo s četiri umjesto šest zvijezda. Ove zvijezde su predstavljale Palau, Maršalove Otoke i Sjevernomarijanske otoke koji nisu u Savezu (Kosrae, koji je bio dio Pohnpei-a, je dobio preostalu zvijezdu). 

## Prošle zastave
- Zastava TTPI-a, korištena od 1965. do 1978.
- Zastava Ujedinjenih naroda, korištena od 1947. do 1965.
- Zastava Sjedinjenih Američkih Država, korištena od 1944. do 1986.